# Marcia Ganem
Marcia Ganem é uma estilista e designer de joias brasileira.
Estudou Administração e foi dona de um restaurante em Salvador. Em 1996, montou seu atelier no Pelourinho e começou a pesquisar a utilização de diversos materiais na moda. Adotou então a fibra de poliamida, um resíduo da fabricação de pneus, que lhe permitiu criar tecidos leves para utilização em roupas, acessórios e peças de decoração. Mais tarde, passou a trabalhar também com gaze hidrófila e renda de bilros.
O uso de renda surgiu de uma parceria com as rendeiras de Saubara, iniciada em 2007, quando uma maré vermelha prejudicou a pesca e outras atividades ligadas ao mar em Salvador. O episódio motivou a estilista a criar a Flor da Maré, uma versão ampliada das florezinhas tradicionais da renda de bilros. As pétalas livres permitiram a moldagem de roupas sobre manequins, com a ajuda da gaze e da poliamida. Apresentou suas criações na Fashion Rio, na Couture Fashion Week de Nova York e em desfiles em Londres, Paris e Tóquio.
À frente do o Instituto Nhaúma de  Inovação e Design (Inid), fundou em 2013 o centro cultural Casa de Castro Alves, num casarão onde morou o poeta, no bairro de Santo Antônio.